# E805号線
E805号線 (E805ごうせん、英: European route E805) はポルトガルにあり、ヴィーラ・ノーヴァ・デ・ファマリカン – ヴィーラ・ポウカ・デ・アギアルを結ぶ、欧州自動車道路のBクラス幹線道路。

## 経路
- ポルトガル
  - ヴィーラ・ノーヴァ・デ・ファマリカン
  - E801号線 – ヴィーラ・ポウカ・デ・アギアル